# Вейтенберг, Йос
Йосеф Йоханнес Сикко (Йос) Вейтенберг (нидерл. Joseph Johannes Sicco (Jos) Weitenberg; 5 августа 1943, Гронинген — 14 апреля 2012, Лейден) — первый профессор армяноведения в Нидерландах и соучредитель Международной Ассоциации Армянских Исследований (L’A.I.E.A).

## Жизнь и творчество
Вейтенберг изучал классические и индоевропейские языки, и специализировался в том числе на армянском языке. Работал преподавателем средней школы до 1979 года, после чего начал преподавать сравнительную лингвистику в университете Лейдена. В 1984 году написал диссертацию Die hethitischen у-Stämme. В 1994 году стал первым профессором армянских исследований в Нидерландах. В 2009 году ушел в отставку.
В 1981 году Вейтенберг стал соучредителем Международной Ассоциации Армянских Исследований (L’A.I.E.A) вместе с профессором Майклом Е. Стоуном из Еврейского университета в Иерусалиме; в 2001 году сменил Стоуна в качестве председателя Ассоциации и оставался им до 2006 года.
Умер в Лейдене 14 апреля 2012 года, был похоронен на Римско-католическом кладбище Zijlpoort.